# Duartina (kommun)
Duartina är en kommun i Brasilien.   Den ligger i delstaten São Paulo, i den södra delen av landet, 800 km söder om huvudstaden Brasília. Antalet invånare är 12 251.
Följande samhällen finns i Duartina:
- Duartina

Omgivningarna runt Duartina är huvudsakligen savann. Runt Duartina är det ganska glesbefolkat, med 26 invånare per kvadratkilometer.